# Шуберт Федір Федорович
Фе́дір Фе́дорович Шу́берт (рос. Фёдор Фёдорович Шуберт; 1789—1865) — російський військовий діяч, видатний геодезист і картограф, генерал від інфантерії (1845).
Почесний член Петербурзької академії наук і Морського вченого комітету.

## Життєпис
Народився 12 (23) лютого 1789 року в місті Санкт-Петербурзі в родині видатного астронома Ф. І. Шуберта.

### Початок кар'єри
Отримав гарну домашню освіту, згодом навчався у Петропавловській школі, яку, втім, не закінчив. У червні 1803 року переведений колоновожатим до Свити Його Імператорської Величності з господарської частини. Перебував у відрядженнях з проведення топогеодезичних зйомок у Полоцьку, Олонецькій і Архангельській губерніях, Нарві і Ревелі. У 1804 році за успішне виконання доручених робіт зведений у чин підпоручика.
У 1805 році, разом з батьком, супроводжував посольство графа Ю. О. Головкіна до Китаю, у ході якого здійснював магнітні спостереження за маршрутом Петербург — Казань — Тобольськ — Іркутськ.

### Військова служба
Після повернення до європейської частини Російської імперії брав участь у Російсько-пруссько-французькій війні 1806—1807 років, зокрема під Пултуском, був важко поранений під Пройсіш-Ейлау.
Учасник Російсько-шведської війни 1808—1809 років. У кампанію 1808 року перебував у складі армії, яка діяла у Фінляндії, а в лютому наступного року з колоною генерал-майора І. Т. Сазонова перейшов кригою на Аландські острови. Влітку 1809 року, перебуваючи при канцлері графі М. П. Румянцеві, Ф. Ф. Шуберт брав участь у дипломатичних перемовинах зі шведським урядом щодо підготовки Фредріксгамнського мирного договору.
У ході Російсько-турецької війни 1806—1812 років у складі Молдавської армії брав участь у боях під Сілістрою, Рущуком, Шумлею, Ботинню і Ловчю.
У 1812 році призначений обер-квартирмейстером 2-го кавалерійського корпусу. Під час Франко-російської війни 1812 року бився з французами під Вітебськом, брав участь у Смоленській і Бородінській битвах, битвах під Тарутіно, Малоярославцем і Красним. За відзнаку зведений у чин підполковника. Учасник закордонних походів російської армії 1813—1814 років: брав участь у Дрезденській битві, битвах під Бауценом, Пройсіш-Ейлау, «битві народів» під Лейпцигом. У жовтні 1813 року проведений у полковники. У кампанію 1814 року брав участь у боях під Сезаном, Фер-Шампенуазом і Парижем. Згодом обіймав посаду обер-квартирмейстера Гвардійського піхотного корпусу. У 1815—1818 роках — обер-квартирмейстер Окупаційного корпусу у Франції.

### Наукова й адміністративна діяльність
Після повернення до Росії призначений начальником 3-го відділення Військово-топографічного депо. Брав активну участь у топографічних зйомках різних областей Російської імперії. 1819 року переведений у Свиту Його Імператорської Величності з квартирмейстерскої частини. У липні 1820 року Ф. Ф. Шуберт зведений у чин генерал-майора, а наступного, 1821, року призначений членом Військово-вченого комітету та начальником 3-го відділення (військово-топографічне депо) Головного штабу.
У 1822 році Ф. Ф. Шубертом розроблений проект Положення про Корпус військових топографів і незабаром він стає першим його директором. Залишаючись на посаді понад десять років, Ф. Ф. Шуберт не лише організовував цей новий заклад, але й особисто брав участь у багатьох астрономічних і геодезичних роботах. Так, він очолював роботу зі складанню мап європейської частини Російської імперії, провів тригонометричну зйомку Санкт-Петербурзької, Псковської, Вітебської і частини Новгородської губерній.
У 1827 році при Адміралтейств-раді встановлено Управління генерал-гідрографа і Ф. Ф. Шуберт був призначений директором Гідрографічного депо при Управлінні. Перебуваючи на цій посаді, він очолював усі гідрографічні роботи, керував креслярською, бібліотекою, архівом, друкарнею, гравірувальною палатою, тощо. Ним був розроблений «Проект до положення для гідрографічного депо», у якому визначалися функції і завдання гідрографічної служби на флоті. Під час керівництва Гідрографічним депо Ф. Ф. Шуберт організував видання «Записок Гідрографічного депо», томи якого містять матеріали найбільш цікавих робіт, виконаних на той час гідрографами, і є цінними джерелами з історії морської картографії.
У 1827 році Ф. Ф. Шуберт був обраний почесним членом Санкт-Петербурзької академії наук. Перебуваючи з 1829 року членом комітету зі складання положення і штату Імператорської військової академії, Шуберт стояв біля витоків її створення, а після її відкриття у 1832 році, був постійним членом Ради цієї академії. У жовтні 1831 року за відзнаку в службі проведений у чин генерал-лейтенанта.
У січні 1834 року генерал-лейтенант Ф. Ф. Шуберт був призначений виконуючим посаду генерал-квартирмейстера Головного штабу і, фактично, очолив Генеральний штаб. При ньому було завершено перетворення Генерального штабу і точно визначено його місце у Військовому міністерстві.
У жовтні 1843 року генерал-лейтенант Ф. Ф. Шуберт був звільнений з посади генерал-квартирмейстера і призначений членом Військової ради.
У березні 1845 року Ф. Ф. Шуберту був наданий чин генерала від інфантерії, а в грудні наступного року він призначений директором Військово-вченого комітету Головного штабу, яким керував до його скасування у 1859 р. Широку відомість Ф. Ф. Шуберту принесла видана ним у 1858 р. праця «Exposé des travaux astronomiques et géodésiquis, executés en Russie dans un but géographique jusqu'à l'année 1855», яка містить каталог 14 531 населених пунктів Російської імперії з точно визначеними координатами. Каталог цей і довгий час служив матеріалом першорядної важливості для опису різних областей імперії та складання мап до них.

### Смерть
У 1861 році Ф. Ф. Шуберт виїхав для лікування за кордон, де і помер 3 (15) листопада 1865 року. Був похований на кладовищі Хаппенлау в Штутгарті (Німеччина).

## Нагороди
- Орден святого Георгія 4-го ступеня;
- Імператорський орден Святого Рівноапостольного князя Володимира 2-го ступеня;
- Орден Святого Олександра Невського;
- Орден Білого Орла;
- Орден Святої Анни 1-го ступеня з Імператорською короною;
- Орден Святої Анни 4-го ступеня;
- Орден Білого Сокола 2-го ступеня (Веймар);
- Орден Данеброг (Данія);
- Орден Червоного орла 2-го ступеня (Пруссія);
- Орден «За Заслуги» (Пруссія);
- Орден Меча (Швеція);
- Хрест «За перемогу під Пройсіш-Ейлау»;
- Золота зброя «За хоробрість».

## Родина
У 1820 році Ф. Ф. Шуберт одружився з баронесою Софією Раль, дочкою барона Олександра Олександровича фон Раля (1756—1833) від його шлюбу з Єлизаветою Олександрівною Мольво (1768—1843). Таким чином Шуберт поріднився з чоловіком її сестри Аделаїди — журналістом О. І. Сенковським, а також з чоловіком іншої сестри, Олександри, — художником О. П. Брюлловим.
У подружжя народилось шестеро дітей, з яких два сини померли у ранньому віці. Третій син — Федір (1831—1877) — закінчив Петербурзький університет і служив у військовому відомстві.
Дочки Ф. Ф. Шуберта:
- Єлизавета (1820—1879) — дружина генерал-лейтенанта Василя Васильовича Корвін-Круковського (1801—1875); їх доньки — знаменитий математик С. В. Ковалевська і письменниця, учасниця Паризької комуни Г. В. Жаклар, а їх син — генерал Ф. В. Корвін-Круковський.
- Софія (1822—1892) — неодружена.
- Олександра (1824—1901) — дружина Миколи Федоровича Аделунга (1809—1879), секретаря Великої княжни Ольги Миколаївни, служив у Міністерстві закордонних справ.

## Нумізматика
Вільний від державної служби час Ф. Ф. Шуберт приділяв нумізматиці. Він був власником крупної колекції російських монет і медалей.
У 1843 році вийшла друком його праця «Опис російських монет і медалей зібрання генерал-лейтенанта Ф. Ф. Шуберта. Том 1.» (рос. Описание русских монет и медалей собрания генерал-лейтенанта Ф. Ф. Шуберта. Том 1), в якій було подано опис монет і медалей від найдавніших часів до смерті Петра I. Згодом каталог був доопрацьований і у 1857 році виданий у Карлсруе під назвою «Monnaies et medallies russes d'apres l'etat donne par le cabinet du general d'infanterie T. F. de Schubert. Premieer partie». У 1858 році в Лецпцизі вийшло друге видання цієї праці. Книга Ф. Ф. Шуберта надзвичайно цінна тим, що в ній вперше була опублікована інформація про «Костянтинівський рубль».